# Route nationale 669
Die Route nationale 669, kurz N 669 oder RN 669, war eine französische Nationalstraße, die von 1933 bis 1973 zwischen Blaye und Saint-André-de-Cubzac verlief. Ihre Länge betrug 25 Kilometer.